# Klassieke Academie voor schilderkunst Groningen
De Klassieke Academie voor beeldende kunst is een particuliere instelling voor kunstonderwijs in Groningen.
Nadat Academie Minerva in 1993 de klassieke leergang van schilderkunst afschafte, werd dit nergens meer in Nederland onderwezen. Geïnspireerd door onder andere Minerva docent Matthijs Röling werd in 2005 door de Groninger beeldend kunstenaar Tom Hageman de Klassieke Academie voor schilderkunst opgericht. Enkele jaren later, in 2011, is ook de Klassieke Academie voor beeldhouwkunst van start gegaan. De opleiding is op eenzelfde manier opgebouwd als de Klassieke Academie voor schilderkunst. Docenten zijn onder anderen Matthijs Röling, Eddy Roos en Jan van der Kooi.
De opleiding omvat naast een vrijblijvende vooropleiding (basisscholing, facultatief, zonder toelatingseisen) een driejarige vakscholing gevolgd door een tweejarige 'meesterscholing', waarvan het laatste jaar dient als overgang naar de beroepspraktijk. In de opbouw van de opleiding wordt gestreefd naar de vereniging van 19e- en 20e-eeuwse beeldende principes, met de nadruk op kunde en beheersing van technieken. De opleiding is alleen na een toelatingsexamen toegankelijk.
Naast het bieden van onderwijs beijvert de Klassieke Academie zich om de klassiek-figuratieve kunst onder de publieke aandacht te brengen. Ze doet dat door middel van grootschalige manifestaties als De verbazing van het Noorden (2009), in het voormalig gebouw van het Groninger Museum, Klassiek in romantiek (2010), in een tiental noordelijke galerieën en De renaissance in het Noorden (2012), in zestien kleine musea en borgen in Groningen, Friesland en Drenthe.

## Alumni
Enkele alumni van de academie:
- 2011: Nadja Smit
- 2015: Randolph Algera
- 2015: Gabriëlle Westra
- 2016: Albert Aukema